# Reposaari (ö i Norra Österbotten, Koillismaa, lat 65,76, long 28,92)
Reposaari är en halvö i Finland. Den ligger i sjön Käsmäjärvi och i kommunen Kuusamo i den ekonomiska regionen  Koillismaa ekonomiska region  och landskapet Norra Österbotten, i den nordöstra delen av landet, 600 km norr om huvudstaden Helsingfors.